# Shelley Blond
Shelley Blond var den første stemmeskuespiller i Eidos Interactives Tomb Raider-serie. Core Design ville have brugt hende til deres genskabelse, der senere blev aflyst.